# Marian Kaźmierkowski
Marian Piotr Kaźmierkowski (ur. 5 października 1943) – polski elektrotechnik, profesor, nauczyciel akademicki na Wydziale Elektrycznym Politechniki Warszawskiej, specjalista w zakresie energoelektroniki, członek (Fellow) IEEE, członek rzeczywisty Polskiej Akademii Nauk, w kadencji 2011–2014 Dziekan Wydziału Nauk Technicznych PAN.

## Życiorys
Jest absolwentem Wydziału Elektrycznego Politechniki Warszawskiej, gdzie w 1968 uzyskał dyplom magistra inżyniera. Działalność naukową rozpoczął już w 1967 w Instytucie Elektrotechniki. Jednak to z Politechniką Warszawską związał swoje życie zawodowe. W 1972 obronił doktorat z automatyki i został zatrudniony na stanowisku adiunkta w Instytucie Sterowania i Elektroniki Przemysłowej Politechniki Warszawskiej. W 1981 również w zakresie automatyki uzyskał habilitację. Od 1988 zatrudniony jako profesor nadzwyczajny, a od 1995 jako profesor zwyczajny. W 1992 otrzymał tytuł profesora nauk technicznych. W latach 1987–1990 oraz 1993-2008 był Dyrektorem Instytutu Sterowania i Elektroniki Przemysłowej. Pełnił także funkcję Kierownika Zakładu Energoelektroniki w tym Instytucie. W 2007 został członkiem korespondentem, w 2016 członkiem rzeczywistym Polskiej Akademii Nauk. Od 2011 pełni funkcję Dziekana Wydziału IV Nauk Technicznych Akademii.
W latach 1980–1982 był stypendystą Fundacji Humboldta w RWTH Aachen. Jako profesor wizytujący pracował między innymi na University of Minnesota, Uniwersytecie w Padwie, w Aalborgu oraz w Tuluzie. Wieloletni członek Stowarzyszenia Inżynierów Elektryków i Elektroników (IEEE), od 2008 w najwyższej randze (Fellow), w latach 2004–2006 redaktor naczelny (editor-in-chief) amerykańskiego czasopisma IEEE Transactions on Industrial Electronics oraz wieloletni członek rady programowej tego czasopisma. Jest członkiem rady (council member) europejskiej organizacji Power Electronics and Motion Control (od 1999 przewodniczy tam Award Comittee). Od 1999 jest również członkiem European Power Electronics Association.

## Dorobek naukowy
Dorobek M. Kaźmierkowskiego obejmuje ponad 350 publikacji (w tym ponad 200 anglojęzycznych), 7 monografii (w tym 3 po angielsku), 4 podręczniki oraz około 100 artykułów w renomowanych czasopismach międzynarodowych. Prace profesora Kaźmierkowskiego były cytowane ponad 4 tys. razy, a indeks Hirscha jego publikacji wynosi 26.
Jest autorem (lub współautorem) 17 patentów w zakresie energoelektroniki i napędów elektrycznych. Wypromował 24 doktorów nauk technicznych.

## Nagrody i odznaczenia
Wielokokrotnie nagradzany za pracę naukową nagrodami Ministra Nauki oraz Fundacji na rzecz Nauki Polskiej, a także nagrodami przyznawanymi przez instytucje międzynarodowe (w tym IEEE). Otrzymał tytuły doktora honoris causa uniwersytetów w Aalborgu, Tuluzie oraz Zielonej Górze, a także Politechniki Białostockiej. Jest członkiem zagranicznym Węgierskiej Akademii Nauk.
W 1993 odznaczony Srebrnym, a w 2001 Złotym Krzyżem Zasługi.